# NGC 4963
NGC 4963 (również PGC 45315 lub UGC 8190) – galaktyka spiralna (S), znajdująca się w gwiazdozbiorze Psów Gończych. Odkrył ją William Herschel 9 kwietnia 1787 roku. Jest zaliczana do radiogalaktyk.
W galaktyce tej zaobserwowano supernową SN 2005mb.